# Pietro Rava
Pietro Rava (Cassine, 21 januari 1916 – Turijn, 5 november 2006) was een Italiaans voetballer. Hij won met het Italiaans voetbalelftal de gouden medaille bij de Olympische Zomerspelen 1936 en het Wereldkampioenschap 1938.
Rava speelde als verdediger voor de clubs US Alessandria (?-1935 en 1946-1947), Juventus (1935-1946 en 1947-1950) en Novara (1950-1951). Voor Juventus speelde hij 289 wedstrijden, waarin hij dertien keer scoorde. Hij won tweemaal de Italiaanse beker en in 1950 de scudetto.
Tussen 1935 en 1946 kwam hij dertig keer uit voor Italië. Vanaf 1940 was hij aanvoerder van de nationale ploeg. Hij was een van de vier Italiaanse spelers die zowel olympisch als wereldkampioen werden. Na het winnen van het WK in 1938 werd hij gekozen in het wereldelftal van beste spelers van het toernooi.
Na zijn actieve carrière werd Rava trainer, onder andere bij Sampdoria, US Citta di Palermo en zijn oude clubs Alessandria en Novara. Hij overleed op 90-jarige leeftijd na een operatie aan een gebroken dijbeen. Hij was de laatste nog levende wereldkampioen van 1938.